# جيم ويلسون (موسيقي)
جيم ويلسون (بالإنجليزية: Jim Wilson)‏ هو موسيقي وكاتب أغاني وعازف قيثارة أمريكي، ولد في القرن العشرين في ديلاوير في الولايات المتحدة.

## وصلات خارجية
- جيم ويلسون على موقع ميوزك برينز (الإنجليزية)
- جيم ويلسون على موقع أول ميوزيك (الإنجليزية)
- جيم ويلسون على موقع ديسكوغز (الإنجليزية)